# Gelliodes fibroreticulata
Gelliodes fibroreticulata är en svampdjursart som först beskrevs av Arthur Dendy 1916.  Gelliodes fibroreticulata ingår i släktet Gelliodes och familjen Niphatidae. Inga underarter finns listade i Catalogue of Life.